# Contea di Page (Virginia)
La contea di Page (in inglese: Page County ) è una contea dello Stato della Virginia, negli Stati Uniti. La popolazione al censimento del 2000 era di 23 177 abitanti. Il capoluogo di contea è Luray.